# Bergtjärnen (Arvidsjaurs socken, Lappland)
Bergtjärnen är en sjö i Arvidsjaurs kommun i Lappland och ingår i Piteälvens huvudavrinningsområde. Sjön har en area på 0,027 kvadratkilometer och ligger 556,5 meter över havet. Bergtjärnen ligger i Reivo Natura 2000-område.

## Delavrinningsområde
Bergtjärnen ingår i det delavrinningsområde (730732-165224) som SMHI kallar för Mynnar i Harrejaurbäcken. Medelhöjden är 525 meter över havet och ytan är 9,74 kvadratkilometer. Det finns inga avrinningsområden uppströms utan avrinningsområdet är högsta punkten. Vattendraget som avvattnar avrinningsområdet har biflödesordning 4, vilket innebär att vattnet flödar genom totalt 4 vattendrag innan det når havet efter 173 kilometer. Avrinningsområdet består mestadels av skog (82 procent) och sankmarker (16 procent). Avrinningsområdet har 0,03 kvadratkilometer vattenytor vilket ger det en sjöprocent på 0,3 procent.